# 파울루 이시도루 지 제수스
파울루 이시도루 지 제수스(포르투갈어: Paulo Isidoro de Jesus, 1953년 8월 3일, 미나스 제라이스 주 벨루 오리존치 ~)는 파울루 이시도루(포르투갈어: Paulo Isidoro)로 알려진 브라질의 전 축구 선수로, 현역 시절 공격형 미드필더로 활약했다.
1981년, 그는 볼라 지 오우루의 주인공이 되었다. 그는 1977년 6월부터 1983년 7월까지 브라질 국가대표팀 경기에 41번 출전했고, 1982년 월드컵에서 브라질 선수단이 출전한 5경기 중 4경기를 모두 교체로 출전했다.(주로 세르지뉴와 교체되어 투입되었다.)

## 수상

### 클럽
나시오나우
- 캄페오나투 아마조넨시: 1974

아틀레치쿠 미네이루
- 캄페오나투 미네이루: 1976, 1978, 1979, 1985, 1986
- 코파 두스 캄페옹이스 다 코파 브라지우: 1978

그레미우
- 캄페오나투 가우슈: 1980
- 캄페오나투 브라질레이루 세리이 A: 1981

산투스
- 캄페오나투 파울리스타: 1984

크루제이루
- 캄페오나투 미네이루: 1990

### 개인
- 볼라 지 오우루: 1981
- 볼라 지 프라타: 1976, 1981, 1983